# Slag bij Kasteel Belfort
De Slag bij kasteel Belfort (Kaukab al-Hawa) was een eindonderdeel van een strijdcampagne van de kruisvaarders, onder leiding van Boudewijn IV van Jeruzalem die de opmars van de Ajjoebiden, onder leiding van Saladin wilden tegengaan. De voorgaande confrontaties tijdens de campagne waren in Eilat, Transjordanië, Galilea en Beiroet.

## Achtergrond
Saladin had controle over Egypte genomen in 1169 en stabiliseerde de Ajjoebiden-dynastie. Langzaam begon hij daarna met de expansie van de moslim-emiraten in Syrië. Daarvoor was dit gebied in handen van Nur ad-Din. In 1177 organiseerde Saladin vanuit Egypte een grootschalige invasie om het koninkrijk Jeruzalem in te nemen, maar werd tegengehouden bij de Slag bij Montgisard door Boudewijn IV van Jeruzalem. Na de nederlaag begon Saladin de tactische talenten van de jonge koning te respecteren, echter versloeg Saladin in 1179 hem bij de kleine Slag bij Marjayoun (in het huidige Libanon).
In 1180 sloot Saladin met Boudewijn IV en zijn regent Raymond III van Tripoli een klein verdrag. Maar nog geen twee jaar later hield de heer van Transjordanië Reinoud van Châtillon zich niet aan dit verdrag, en viel in zijn district moslim-karavaans aan. Wegens het gewelddadig verbreken van dit verdrag, verenigde Saladin zijn leger om zich voor te bereiden op een aanval.